# Vương tử Augustus Frederick, Công tước xứ Sussex
Vương tử Augustus Frederick, Công tước xứ Sussex (27 tháng 1 năm 1773 – 21 tháng 4 năm 1843) là con trai thứ sáu và là người con thứ chín của Vua George III của Anh và Charlotte xứ Mecklenburg‑Strelitz. Ông là hoàng tử duy nhất trong số các con trai sống sót của George III không theo nghề quân đội hoặc hải quân, vì ông bị hen suyễn nghiêm trọng. Là một người theo Đảng Whig, ông được biết đến với quan điểm tự do, bao gồm cải cách Quốc hội, bãi bỏ buôn bán nô lệ, Giải phóng Công giáo và xóa bỏ các hạn chế dân sự hiện hành đối với người Do Thái và những người bất đồng chính kiến.
Trải qua hai cuộc hôn nhân, ông không có bất kỳ một người con nào.

## Tiểu sử

### Cuộc sống ban đầu
Augustus Frederick sinh ngày 27 tháng 1 năm 1773 tại Cung điện Buckingham, Luân Đôn. Ông là người con thứ chín và là con trai thứ sáu của vua George III của Anh và Vương hậu Charlotte.
Ông được rửa tội tại Phòng Đại Hội đồng ở Cung điện Thánh James, vào ngày 25 tháng 2 năm 1773, bởi Tổng giám mục Canterbury Frederick Cornwallis. Cha mẹ đỡ đầu của ông là:
- Công tước xứ Sachsen-Gotha-Altenburg (anh họ, cháu nội của anh trai bà ngoại do Francis Seymour-Conway, Hầu tước thứ 1 của Hertford đại diện
- Georg August xứ Mecklenburg-Strelitz, cậu ruột của ông, do George Hervey, Bá tước thứ 2 của Bristol đại diện
- Vương tức Karl xứ Hessen-Kassel, em họ, cháu của em gái ông nội, do Nữ Tử tước Weymouth đại diện.

Vương tử Augustus Frederick được giáo dục tư gia tại nhà trước khi được gửi đến Đại học Göttingen ở Đức vào mùa hè năm 1786, cùng với các anh trai của mình là Vương tử Ernest và Vương tử Adolphus. Ông bị hen suyễn nên đã không cùng các anh trai của mình tham gia huấn luyện quân sự ở Hannover. Ông đã cân nhắc việc trở thành một giáo sĩ trong Giáo hội Anh. Năm 1805, trong Chiến tranh Napoléon, ông phục vụ tại quê nhà với tư cách là Trung tá chỉ huy của Trung đoàn Tình nguyện "Những người Bắc Anh Trung thành" - Loyal North Britons.

### Cuộc hôn nhân đầu tiên

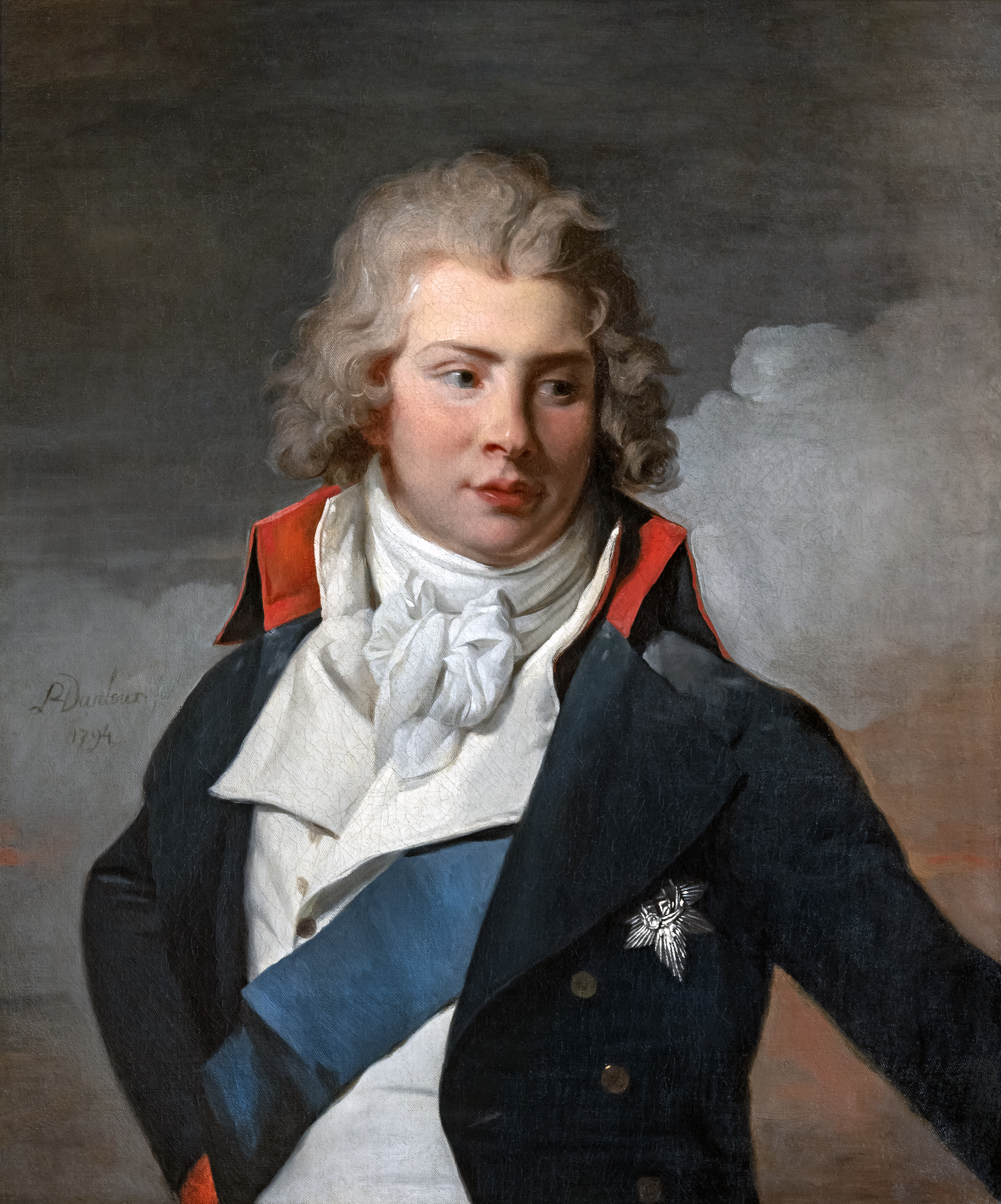
Vương tử Augustus, Công tước xứ Sussex, Henri-Pierre Danloux, k. 1794

Trong khi đi du lịch ở Ý, vương tử đã gặp Augusta Murray (1768–1830), con gái thứ hai của Bá tước Dunmore thứ 4. Vào ngày 4 tháng 4 năm 1793, cặp đôi đã bí mật kết hôn trong một buổi lễ theo nghi thức Anh giáo tại một khách sạn ở Roma. Bộ trưởng phụ trách các vấn đề Hannover của Quốc vương là Ernst zu Münster được cử đến Ý để hộ tống ông trở về Luân Đôn.
Họ đã kết hôn lần nữa vào ngày 5 tháng 12 năm 1793 tại Nhà nguyện Thánh George, Quảng trường Hanover, Westminster, Cả hai cuộc hôn nhân đều diễn ra mà không có sự đồng ý, hoặc thậm chí là không được cha ông biết đến vì họ kết hôn mà không tiết lộ danh tính đầy đủ của họ cho đến khi con trai của ông, Augustus d'Este chào đời.
Vào tháng 8 năm 1794, Tòa án Arches tuyên bố cuộc hôn nhân đầu tiên của vương tử là vô hiệu và không được quốc vương chấp thuận vì đã vi phạm Đạo luật Hôn nhân Hoàng gia năm 1772, Tuy nhiên, vương tử Augustus Frederick vẫn tiếp tục sống với Augusta cho đến năm 1801, khi khi ông nhận được khoản trợ cấp 10.000 bảng Anh từ Quốc hội. Sau đó ccặp đôi ly thân và Công tước chuyển đến Quảng trường Grosvenor. Augusta vẫn giữ quyền nuôi con và nhận được khoản trợ cấp 4.000 bảng Anh mỗi năm. Hai người con của họ được đặt tên là Augustus Frederick d'Este và Augusta Emma d'Este, cả cha và mẹ đều là hậu duệ của vương tộc Este. Năm 1806, mẹ của họ, Phu nhân Augusta, được cấp phép hoàng gia để sử dụng họ "de Ameland" thay vì Murray.

### Công tước xứ Sussex và Hiệp sĩ Garter

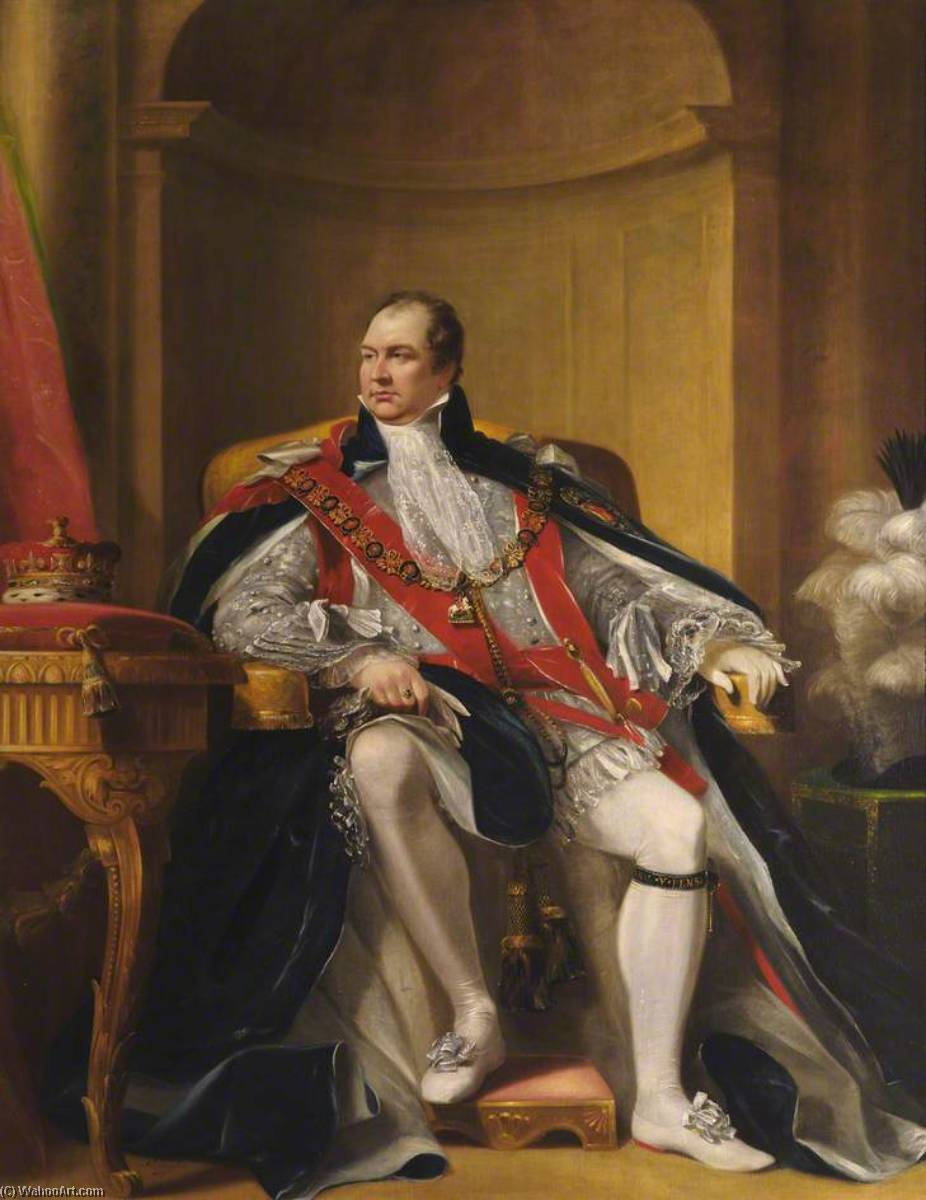
Công tước xứ Sussex mặc áo choàng Garter, bởi James Lonsdale, k. 1820

Augustus Frederick được phong làm Hiệp sĩ Huân chương Garter vào ngày 2 tháng 6 năm 1786, và chính thức được nhận Huân chương này theo quyết định đặc cách vào ngày 28 tháng 5 năm 1801. Quốc vương đã phong ông làm Công tước xứ Sussex, Bá tước xứ Inverness và Nam tước xứ Arklow trong hàng ngũ quý tộc Anh vào ngày 24 tháng 11 năm 1801. Do ông không có con hợp pháp, các tước vị này đã bị tuyệt tự (chấm dứt) khi ông qua đời năm 1843. Năm 1815, Công tước trở thành người bảo trợ của Bệnh viện và Trại trẻ mồ côi Do Thái, tổ chức này sau này phát triển thành tổ chức từ thiện ngày nay được biết đến với tên gọi Norwood. Sự bảo trợ hoàng gia được tiếp tục duy trì, và cuối cùng, Nữ vương Elizabeth II cũng trở thành người bảo trợ của Norwood.

### Tình nhân
Một trong những người tình được biết đến của vương tử Augustus Frederick là Bà Bugge. Theo ghi chép trong nhật ký của William Dillon, cả hai đã cùng tham dự một bữa tiệc Giáng Sinh do Emma Hamilton—tình nhân nổi tiếng của Đô đốc Nelson—tổ chức. Trong một tình huống khá hài hước, Emma đã thuê đầy đủ bộ đồ ăn cho bữa tiệc nhưng quên không thuê dao cắt thịt, khiến việc phục vụ món chính cho khách.

### Đại hội Tam điểm Liên hiệp Anh
Vào tháng 1 năm 1813, Augustus Frederick trở thành Đại Chưởng Tế của Giáo hội Tam Điểm Thượng đẳng Anh (Premier Grand Lodge of England), và đến tháng 12 cùng năm, anh trai của ông, Vương tử Edward Augustus, Công tước xứ Kent và Strathearn, trở thành Đại Chưởng Tế của Đại hội Tam điểm Cổ truyền Anh (Antient Grand Lodge of England). Vào ngày 27 tháng 12 năm 1813, Đại hội Tam điểm Liên hiệp Anh (United Grand Lodge of England) chính thức được thành lập tại Hội trường Freemasons, Luân Đôn, với vương tử Augustus Frederick giữ chức Đại Chưởng Tế. Năm 1842, ông thành lập Tổ chức Từ thiện Hoàng gia Tam điểm (Royal Masonic Benevolent Institution). Tác phẩm Signs and Symbols Illustrated and Explained in a Course of Twelve Lectures on Freemasonry - "Các Biểu tượng và Ký hiệu Minh họa và Giải thích trong Khóa học Mười hai Bài giảng về Hội Tam điểm" (1837) của George Oliver được dâng tặng cho vương tử Augustus Frederick, Công tước xứ Sussex.

### Cuộc hôn nhân thứ hai
Một năm sau khi Augusta D’Ameland (Augusta Murray) qua đời, Công tước xứ Sussex kết hôn lần thứ hai vào ngày 2 tháng 5 năm 1831. Cuộc hôn nhân này, một lần nữa, vi phạm Đạo luật Hôn nhân Hoàng gia, là Cecilia Letitia Buggin (1793–1873), con gái cả của Arthur Gore, Bá tước Arran thứ hai và Elizabeth Underwood; bà cũng là góa phụ của George Buggin. Cùng ngày hôm đó, Cecilia chính thức lấy họ Underwood theo chiếu chỉ hoàng gia. Dù bà chưa bao giờ được phong tước vị hay công nhận là Công tước phu nhân xứ Sussex, nhưng vào năm 1840, Nữ hoàng Victoria đã ban cho bà tước hiệu Nữ Công tước xứ Inverness một cách chính thức và độc lập.

## Cuộc sống sau này

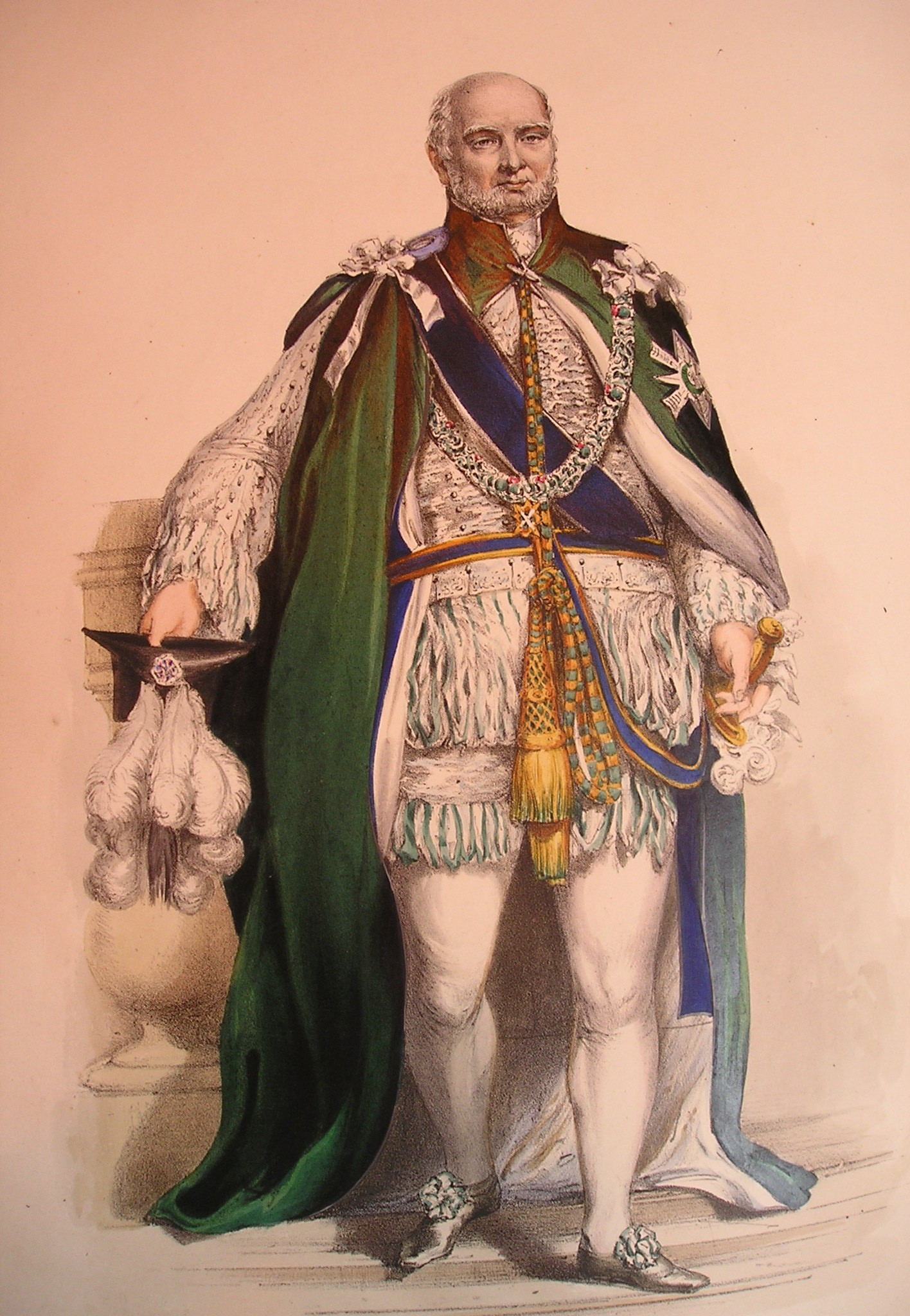
Công tước xứ Sussex mặc áo choàng Huân chương Cây kế

Vào ngày 29 tháng 1 năm 1831, vua William IV đã bổ nhiệm em trai mình làm Tổng Kiểm lâm và Quản thủ Công viên St. James và Công viên Hyde. Sau đó, vào năm 1842, Nữ hoàng Victoria chỉ định  ruột của mình giữ chức Thống đốc Lâu đài Windsor. Công tước xứ Sussex từng được bầu làm Chủ tịch Hội Nghệ thuật vào năm 1816 và giữ cương vị này suốt phần đời còn lại của mình. Ông cũng đảm nhiệm các chức vụ quân sự danh dự từ năm 1817 là Đại tá của Đội Pháo binh Danh dự, và từ năm 1837 trở đi là Đại tá khi hai chức danh được hợp nhất. Từ năm 1830 đến năm 1838, ông đảm nhận vai trò Chủ tịch Hội Vương thất, một vị trí danh giá hàng đầu trong giới học thuật. Công tước là người có tư tưởng uyên bác và dành sự quan tâm sâu sắc đến nghiên cứu Kinh Thánh cũng như tiếng Hebrew. Thư viện cá nhân của ông có hơn 50.000 bản thảo thần học, trong đó có nhiều bản viết bằng tiếng Hebrew. Vào năm 1838, trong một cuộc họp công khai, ông đã giới thiệu nhà khoa học danh tiếng John Herschel và có bài phát biểu bày tỏ quan điểm về sự hài hòa giữa khoa học và tôn giáo.
Khi phát biểu những điều này, tôi không hề kiêu ngạo; nhưng cho phép tôi nói rằng, với tình yêu mà tôi dành cho khoa học – và với lòng gắn bó của tôi đối với tôn giáo – tôi tin chắc rằng nhà triết học đích thực cũng là người sùng đạo nhất; và chính khi ta chiêm ngưỡng những hoạt động của tự nhiên, thì ngón tay của Đấng Toàn Năng sẽ chỉ cho ta bài học. (16 tháng 6 năm 1838)

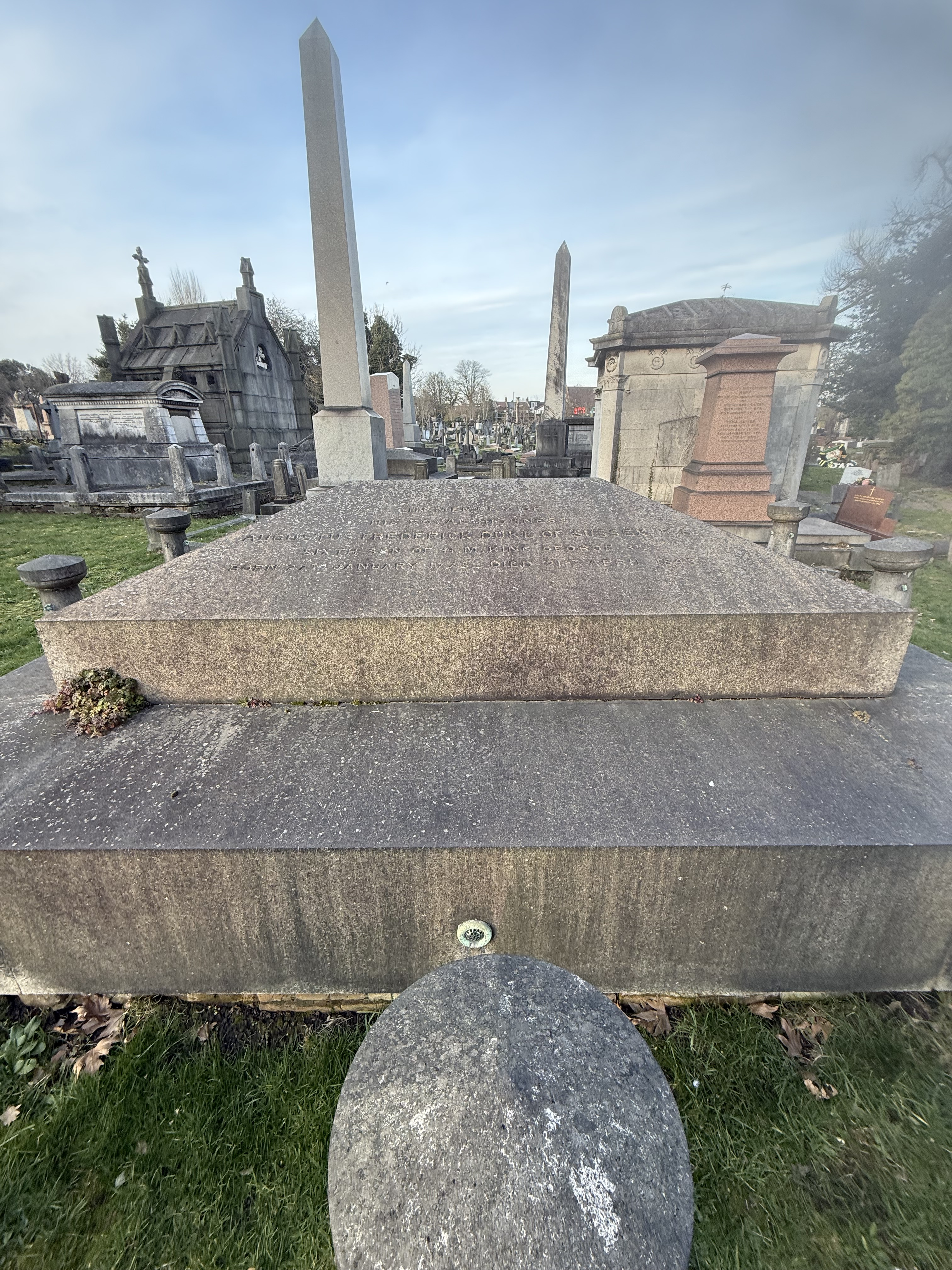
Lăng mộ của Augustus Frederick, Nghĩa trang Kensal Green, Luân Đôn (2025)

Công tước xứ Sussex là người chú mà Nữ hoàng Victoria yêu quý nhất, và chính ông là người dẫn bà vào lễ đường trong đám cưới với Công tử Albrecht xứ Sachsen-Coburg và Gotha vào năm 1840. Ông qua đời năm 1843, thọ 70 tuổi, tại Cung điện Kensington do mắc bệnh viêm mô tế bào. Trong di chúc, ông yêu cầu không tổ chức quốc tang, và di nguyện ấy đã được thực hiện. Ông được an táng tại Nghĩa trang Kensal Green vào ngày 4 tháng 5 năm 1843. Mộ phần của ông nằm ngay trước nhà nguyện chính, đối diện phần mộ của em gái là Vương nữ Sophia.
Nữ công tước xứ Inverness tiếp tục cư trú tại Cung điện Kensington cho đến khi qua đời vào năm 1873. Bà được chôn cất bên cạnh vương tử Augustus.

## Tước hiệu, phong cách, danh dự và huy hiệu

### Tước hiệu và phong cách
Là một thành viên của vương tộc Hannover, Adolphus cũng là Vương tử August Frederick của Hanover từ năm 1814 trở đi.
- 27 tháng 1 năm 1773 – 27 tháng 12 năm 1801: Vương tử Augustus Frederick Điện hạ (His Royal Highness Prince Augustus Frederick)[19]
- 24 tháng 11 năm 1801 – 21 tháng 4 năm 1843: Công tước xứ Sussex Điện  (His Royal Highness The Duke of Sussex)[20]

Công tước nắm giữ các tước hiệu phụ là Bá tước xứ Inverness và Nam tước xứ Arklow.

### Danh dự
- Đại Tư Tế Anh quốc của Dòng Đền Thánh[21]
- Đại Sư trưởng của Đại Hội Tam Điểm Tiền nhiệm Anh, 1813
- Đại Sư trưởng của Đại Hội Tam Điểm Thống nhất Anh, 1813–1843
- Hiệp sĩ Huân chương Garter, 27 tháng 6 năm 1786[22]
- Hiệp sĩ Đại Thập tự Huân chương Hoàng gia Guelph, 12 tháng 7 năm 1815[23]
- Hiệp sĩ của Huân chương Cây khế, 19 tháng 7 năm 1830[24]
- Hiệp sĩ Đại Thập tự Huân chương Bath, 15 tháng 12 năm 1837[25]
- Đại Sư trưởng Huân chương Bath, 16 tháng 12 năm 1837[26]
- Tổng Đại úy kiêm Đại tá Danh dự của Đại đội Pháo binh Danh dự[27]

### Huy hiệu
Là con trai của quốc vương, Augustus được quyền sử dụng quốc huy hoàng gia, với một dải phân biệt bằng ba nhãn bạc. Chấm tròn ở giữa được trang trí bằng hai trái tim, còn hai chấm tròn hai bên lần lượt được trang trí bằng chữ thập của Anh. Tấm khiên được đỡ bởi một con sư tử Anh và một kỳ lân Scotland. Phía trên huy hiệu là vương miện dành cho vương tử, con trai của  vương.
| Huy hiệu được sử dụng từ năm 1801 cho đến khi ông qua đời |

## Con cái
Ngày 4 tháng 4 năm 1793, Vương tử Adolphus kết hôn với Augusta Murray. Họ có hai người con, bị coi là con ngoài giá thú vì cuộc hôn nhân vô hiệu:
- Augustus Frederick d'Este (13 tháng 1 năm 1794 – 28 tháng 12 năm 1848) không kết hôn và không có con.
- Augusta Emma d'Este (11 tháng 8 năm 1801 – 21 tháng 5 năm 1866), kết hôn với Thomas Wilde, Nam tước Truro thứ, và không có con.
- Ngày 2 tháng 5 năm 1831, Vương tử Adolphus kết hôn với Cecilia Underwood, ccặp đôi không có con.

## Tổ tiên
| \| \| \| \| \| \| \| \| \| \| \| 8. George II của Anh \| \| \| \| \| \| \| \| \| \| \| \| \| \| \| \| \| \| \| \| \| \| \| \| \| \| \| \| \| \| \| \| \| \| \| \| \| \| \| \| \| \| \| \| \| \| \| \| \| \| \| 4. Frederick, Thân vương xứ Wales \| \| \| \| \| \| \| \| \| \| \| \| \| \| \| \| \| \| \| \| \| \| \| \| \| \| \| \| \| \| \| \| \| \| \| \| \| \| \| \| \| \| \| \| \| \| \| \| \| \| \| \| \| \| \| \| \| \| \| \| 9. Caroline xứ Brandenburg-Ansbach \| \| \| \| \| \| \| \| \| \| \| \| \| \| \| \| \| \| \| \| \| \| \| \| \| \| \| \| \| \| \| \| \| \| \| \| \| \| \| \| \| \| \| \| \| \| \| \| \| \| \| \| \| \| \| \| \| \| \| \| 2. George III của Anh \| \| \| \| \| \| \| \| \| \| \| \| \| \| \| \| \| \| \| \| \| \| \| \| \| \| \| \| \| \| \| \| \| \| \| \| \| \| \| \| \| \| \| \| \| \| \| \| \| \| \| \| \| \| \| \| \| \| \| \| 10. Friedrich II xứ Sachsen-Gotha-Altenburg \| \| \| \| \| \| \| \| \| \| \| \| \| \| \| \| \| \| \| \| \| \| \| \| \| \| \| \| \| \| \| \| \| \| \| \| \| \| \| \| \| \| \| \| \| \| \| \| \| \| \| \| \| \| \| \| \| \| \| \| 5. Augusta xứ Sachsen-Gotha-Altenburg \| \| \| \| \| \| \| \| \| \| \| \| \| \| \| \| \| \| \| \| \| \| \| \| \| \| \| \| \| \| \| \| \| \| \| \| \| \| \| \| \| \| \| \| \| \| \| \| \| \| \| \| \| \| \| \| \| \| \| \| 11. Magdalena Augusta xứ Anhalt-Zerbst \| \| \| \| \| \| \| \| \| \| \| \| \| \| \| \| \| \| \| \| \| \| \| \| \| \| \| \| \| \| \| \| \| \| \| \| \| \| \| \| \| \| \| \| \| \| \| \| \| \| \| \| \| \| \| \| \| \| \| \| 1. Prince Augustus Frederick, Duke of Sussex \| \| \| \| \| \| \| \| \| \| \| \| \| \| \| \| \| \| \| \| \| \| \| \| \| \| \| \| \| \| \| \| \| \| \| \| \| \| \| \| \| \| \| \| \| \| \| \| \| \| \| \| \| \| \| \| \| \| \| \| 12. Adolf Friedrich II xứ Mecklenburg-Strelitz \| \| \| \| \| \| \| \| \| \| \| \| \| \| \| \| \| \| \| \| \| \| \| \| \| \| \| \| \| \| \| \| \| \| \| \| \| \| \| \| \| \| \| \| \| \| \| \| \| \| \| \| \| \| \| \| \| \| \| \| 6. Karl Ludwig Friedrich xứ Mecklenburg-Strelitz \| \| \| \| \| \| \| \| \| \| \| \| \| \| \| \| \| \| \| \| \| \| \| \| \| \| \| \| \| \| \| \| \| \| \| \| \| \| \| \| \| \| \| \| \| \| \| \| \| \| \| \| \| \| \| \| \| \| \| \| 13. Christiane Emilie xứ Schwarzburg-Sondershausen \| \| \| \| \| \| \| \| \| \| \| \| \| \| \| \| \| \| \| \| \| \| \| \| \| \| \| \| \| \| \| \| \| \| \| \| \| \| \| \| \| \| \| \| \| \| \| \| \| \| \| \| \| \| \| \| \| \| \| \| 3. Charlotte xứ Mecklenburg-Strelitz \| \| \| \| \| \| \| \| \| \| \| \| \| \| \| \| \| \| \| \| \| \| \| \| \| \| \| \| \| \| \| \| \| \| \| \| \| \| \| \| \| \| \| \| \| \| \| \| \| \| \| \| \| \| \| \| \| \| \| \| 14. Ernst Friedrich I xứ Sachsen-Hildburghausen \| \| \| \| \| \| \| \| \| \| \| \| \| \| \| \| \| \| \| \| \| \| \| \| \| \| \| \| \| \| \| \| \| \| \| \| \| \| \| \| \| \| \| \| \| \| \| \| \| \| \| \| \| \| \| \| \| \| \| \| 7. Elisabeth Albertine xứ Sachsen-Hildburghausen \| \| \| \| \| \| \| \| \| \| \| \| \| \| \| \| \| \| \| \| \| \| \| \| \| \| \| \| \| \| \| \| \| \| \| \| \| \| \| \| \| \| \| \| \| \| \| \| \| \| \| \| \| \| \| \| \| \| \| \| 15. Sophia Albertine xứ Erbach-Erbach \| \| \| \| \| \| \| \| \| \| \| \| \| \| \| \| \| \| \| \| \| \| \| \| \| \| \| \| \| \| \| \| \| \| \| \| \| \| \| \| \| \| \| |                                                    |  |  |  |  |  |  |  |  |                      |  |  |  |
| |                                                    |  |  |  |  |  |  |  |  | 8. George II của Anh |  |  |  |
| |                                                    |  |  |  |  |  |  |  |  |                      |  |  |  |
| |                                                    |  |  |  |  |  |  |  |  |                      |  |  |  |
| |                                                    |  |  |  |  |  |  |  |  |                      |  |  |  |
| | 4. Frederick, Thân vương xứ Wales                  |  |  |  |  |  |  |  |  |                      |  |  |  |
| |                                                    |  |  |  |  |  |  |  |  |                      |  |  |  |
| |                                                    |  |  |  |  |  |  |  |  |                      |  |  |  |
| |                                                    |  |  |  |  |  |  |  |  |                      |  |  |  |
| | 9. Caroline xứ Brandenburg-Ansbach                 |  |  |  |  |  |  |  |  |                      |  |  |  |
| |                                                    |  |  |  |  |  |  |  |  |                      |  |  |  |
| |                                                    |  |  |  |  |  |  |  |  |                      |  |  |  |
| |                                                    |  |  |  |  |  |  |  |  |                      |  |  |  |
| | 2. George III của Anh                              |  |  |  |  |  |  |  |  |                      |  |  |  |
| |                                                    |  |  |  |  |  |  |  |  |                      |  |  |  |
| |                                                    |  |  |  |  |  |  |  |  |                      |  |  |  |
| |                                                    |  |  |  |  |  |  |  |  |                      |  |  |  |
| | 10. Friedrich II xứ Sachsen-Gotha-Altenburg        |  |  |  |  |  |  |  |  |                      |  |  |  |
| |                                                    |  |  |  |  |  |  |  |  |                      |  |  |  |
| |                                                    |  |  |  |  |  |  |  |  |                      |  |  |  |
| |                                                    |  |  |  |  |  |  |  |  |                      |  |  |  |
| | 5. Augusta xứ Sachsen-Gotha-Altenburg              |  |  |  |  |  |  |  |  |                      |  |  |  |
| |                                                    |  |  |  |  |  |  |  |  |                      |  |  |  |
| |                                                    |  |  |  |  |  |  |  |  |                      |  |  |  |
| |                                                    |  |  |  |  |  |  |  |  |                      |  |  |  |
| | 11. Magdalena Augusta xứ Anhalt-Zerbst             |  |  |  |  |  |  |  |  |                      |  |  |  |
| |                                                    |  |  |  |  |  |  |  |  |                      |  |  |  |
| |                                                    |  |  |  |  |  |  |  |  |                      |  |  |  |
| |                                                    |  |  |  |  |  |  |  |  |                      |  |  |  |
| | 1. Prince Augustus Frederick, Duke of Sussex       |  |  |  |  |  |  |  |  |                      |  |  |  |
| |                                                    |  |  |  |  |  |  |  |  |                      |  |  |  |
| |                                                    |  |  |  |  |  |  |  |  |                      |  |  |  |
| |                                                    |  |  |  |  |  |  |  |  |                      |  |  |  |
| | 12. Adolf Friedrich II xứ Mecklenburg-Strelitz     |  |  |  |  |  |  |  |  |                      |  |  |  |
| |                                                    |  |  |  |  |  |  |  |  |                      |  |  |  |
| |                                                    |  |  |  |  |  |  |  |  |                      |  |  |  |
| |                                                    |  |  |  |  |  |  |  |  |                      |  |  |  |
| | 6. Karl Ludwig Friedrich xứ Mecklenburg-Strelitz   |  |  |  |  |  |  |  |  |                      |  |  |  |
| |                                                    |  |  |  |  |  |  |  |  |                      |  |  |  |
| |                                                    |  |  |  |  |  |  |  |  |                      |  |  |  |
| |                                                    |  |  |  |  |  |  |  |  |                      |  |  |  |
| | 13. Christiane Emilie xứ Schwarzburg-Sondershausen |  |  |  |  |  |  |  |  |                      |  |  |  |
| |                                                    |  |  |  |  |  |  |  |  |                      |  |  |  |
| |                                                    |  |  |  |  |  |  |  |  |                      |  |  |  |
| |                                                    |  |  |  |  |  |  |  |  |                      |  |  |  |
| | 3. Charlotte xứ Mecklenburg-Strelitz               |  |  |  |  |  |  |  |  |                      |  |  |  |
| |                                                    |  |  |  |  |  |  |  |  |                      |  |  |  |
| |                                                    |  |  |  |  |  |  |  |  |                      |  |  |  |
| |                                                    |  |  |  |  |  |  |  |  |                      |  |  |  |
| | 14. Ernst Friedrich I xứ Sachsen-Hildburghausen    |  |  |  |  |  |  |  |  |                      |  |  |  |
| |                                                    |  |  |  |  |  |  |  |  |                      |  |  |  |
| |                                                    |  |  |  |  |  |  |  |  |                      |  |  |  |
| |                                                    |  |  |  |  |  |  |  |  |                      |  |  |  |
| | 7. Elisabeth Albertine xứ Sachsen-Hildburghausen   |  |  |  |  |  |  |  |  |                      |  |  |  |
| |                                                    |  |  |  |  |  |  |  |  |                      |  |  |  |
| |                                                    |  |  |  |  |  |  |  |  |                      |  |  |  |
| |                                                    |  |  |  |  |  |  |  |  |                      |  |  |  |
| | 15. Sophia Albertine xứ Erbach-Erbach              |  |  |  |  |  |  |  |  |                      |  |  |  |
| |                                                    |  |  |  |  |  |  |  |  |                      |  |  |  |
| |                                                    |  |  |  |  |  |  |  |  |                      |  |  |  |